# بالدور مولر
بالدور مولر هو لاعب شطرنج آيسلندي، ولد في 19 أغسطس 1914 في ريكيافيك في آيسلندا، وتوفي في 23 نوفمبر 1999.

## وصلات خارجية
- بالدور مولر على موقع مباريات الشطرنج (الإنجليزية)
- بالدور مولر على موقع 365Chess.com (الإنجليزية)
- بالدور مولر على موقع Chesstempo.com (الإنجليزية)
- بالدور مولر سجل أولمبياد الشطرنج على موقع OlimpBase.org (الإنجليزية)